# Religulous
Religulous je americký komediálně-dokumentární film z roku 2008. Ve filmu účinkuje komik Bill Maher, který zároveň napsal scénář, režie se ujal Larry Charles. Název filmu je kontaminace slov religion (náboženství) a ridiculous (směšný). Dokument se zabývá a vysmívá se organizovanému náboženství a víře. Bill Maher cestuje po celém světě a setkává se s představiteli různých náboženství. Ve filmu se Bill Maher snaží dokázat, že náboženství je porucha myšlení bránící lidem používat selský rozum a snaží se formou satiry dokázat, že organizované náboženství je zdraví a mozku především smrtelně škodlivé.